# Zonguldak
Zonguldak è una città della Turchia, sulle coste del Mar Nero, capoluogo dell'omonima provincia.
La città venne fondata nel XIX secolo come porto della città mineraria di Karadeniz Ereğli.

## Zonguldak nei media
La città di Zonguldak è citata nel film La sposa turca come località di origine della protagonista femminile Sibel, interpretata dall'attrice Sibel Kekilli.